# Umbro Cup
Umbro Cup var en fotbollsturnering som spelades i juni 1995 i England. Pokalen sponsrades av brittiska sportutrustningstillverkaren Umbro, och två lag hade sina matchställ tillverkade av dem.
Hemmalaget England, Sverige, Japan och Brasilien deltog i turneringen, och matcher spelades på Wembley, Elland Road, Goodison Park, Villa Park och City Ground.
England lyckades genom Darren Anderton kvittera mot Sverige i slutminuterna, och bollen träffade båda stolparna innan den gick in, och Graeme Le Saux gjorde ett mål mot Brasilien på Wembley. Englands andra match, mot Japan, innebar landslagsdebut för Gary Neville. Matchen mot Sverige innebar första gången England spelade en hemmamatch utanför Wembley sedan 1966.

## Resultat
|  | 3 juni 1995 | England | 2–1 | Japan | Wembley Stadium, London |  |
|  |             |         |     |       |                         |  |
|  |             |         |     |       |                         |  |
|  |             |         |     |       |                         |  |

|  | 4 juni 1995 | Brasilien | 1–0 | Sverige | Villa Park, Birmingham |  |
|  |             |           |     |         |                        |  |
|  |             |           |     |         |                        |  |
|  |             |           |     |         |                        |  |

|  | 6 juni 1995 | Brasilien | 3–0 | Japan | Goodison Park, Liverpool |  |
|  |             |           |     |       |                          |  |
|  |             |           |     |       |                          |  |
|  |             |           |     |       |                          |  |

|  | 8 juni 1995 | England | 3–3 | Sverige | Elland Road, Leeds |  |
|  |             |         |     |         |                    |  |
|  |             |         |     |         |                    |  |
|  |             |         |     |         |                    |  |

|  | 10 juni 1995 | Sverige | 2–2 | Japan | City Ground, Nottingham |  |
|  |              |         |     |       |                         |  |
|  |              |         |     |       |                         |  |
|  |              |         |     |       |                         |  |

|  | 11 juni 1995 | England | 1–3 | Brasilien | Wembley Stadium, London |  |
|  |              |         |     |           |                         |  |
|  |              |         |     |           |                         |  |
|  |              |         |     |           |                         |  |

## Slutställning
|   | Lag       | Matcher | Vinster | Oavgjorda | Förluster | Gjorda mål |   | Insläppta mål | Målskillnad | Poäng |
| - | --------- | ------- | ------- | --------- | --------- | ---------- | - | ------------- | ----------- | ----- |
| 1 | Brasilien | 3       | 3       | 0         | 0         | 7          | – | 1             | +6          | 9     |
| 2 | England   | 3       | 1       | 1         | 1         | 6          | – | 7             | -1          | 4     |
| 3 | Sverige   | 3       | 0       | 2         | 1         | 5          | – | 6             | -1          | 2     |
| 4 | Japan     | 3       | 0       | 1         | 2         | 3          | – | 7             | -4          | 1     |